# Elsa Dorfman

Selbstporträt von Elsa Dorfman

Elsa Dorfman (geboren am 26. April 1937 in Cambridge, Massachusetts; gestorben am 30. Mai 2020 ebenda) war eine amerikanische Porträtfotografin. Sie war vor allem bekannt für ihre Arbeit mit einer großformatigen Sofortbildkamera der Marke Polaroid.

## Leben und Ausbildung
Dorfman wuchs in Roxbury und Newton auf. Sie war die älteste dreier Töchter von Arthur Dorfman und Elaine Dorfman, geb. Kovitz; die Eltern waren Juden. Sie studierte an der Tufts University, wo sie 1959 ihren Abschluss in Französischer Literatur machte. Anschließend zog sie nach New York City und arbeitete bei Grove Press, einem führenden Verlag der Beat-Literatur. Nach ihrer Rückkehr nach Massachusetts studierte sie Grundschulpädagogik am Boston College. 1967 lernte sie Harvey Silverglate kennen, den sie 1976 heiratete und mit dem sie einen Sohn hatte.

## Karriere
Nach ihrem Abschluss unterrichtete Dorfman ein Jahr an einer Schule in Concord. Unter dem Namen Paterson Society organisierte sie Lesungen für Autoren der Beat-Generation.
1963 begann sie für die Educational Development Corporation zu arbeiten. Deren Hausfotograf George Cope führte sie im Juni 1965 in die Kunst der Fotografie ein. Bereits zwei Monate später verkaufte sie ihr erstes Bild für 25 Dollar, ein Porträt von Charles Olson, das als Titelbild für dessen Buch The Human Universe verwendet wurde.

Im Mai 1968 zog sie in das Haus an der Flagg Street 19 in Cambridge, wo ihre Fotografien für das Housebook entstanden. Ihr fotografisches Hauptwerk wurde 1974 unter dem Titel Elsa’s Housebook – A Woman’s Photojournal veröffentlicht. Darin porträtierte sie Freunde und Familienangehörige, die zu Besuch kamen, darunter wichtige Autoren der Beat Generation wie Lawrence Ferlinghetti, Allen Ginsberg, Peter Orlovsky, Gary Snyder, Gregory Corso und Robert Creeley, aber auch andere, wie die radikale Feministin Andrea Dworkin und den Bürgerrechtsanwalt Harvey Silverglate, der ihr Ehemann wurde.

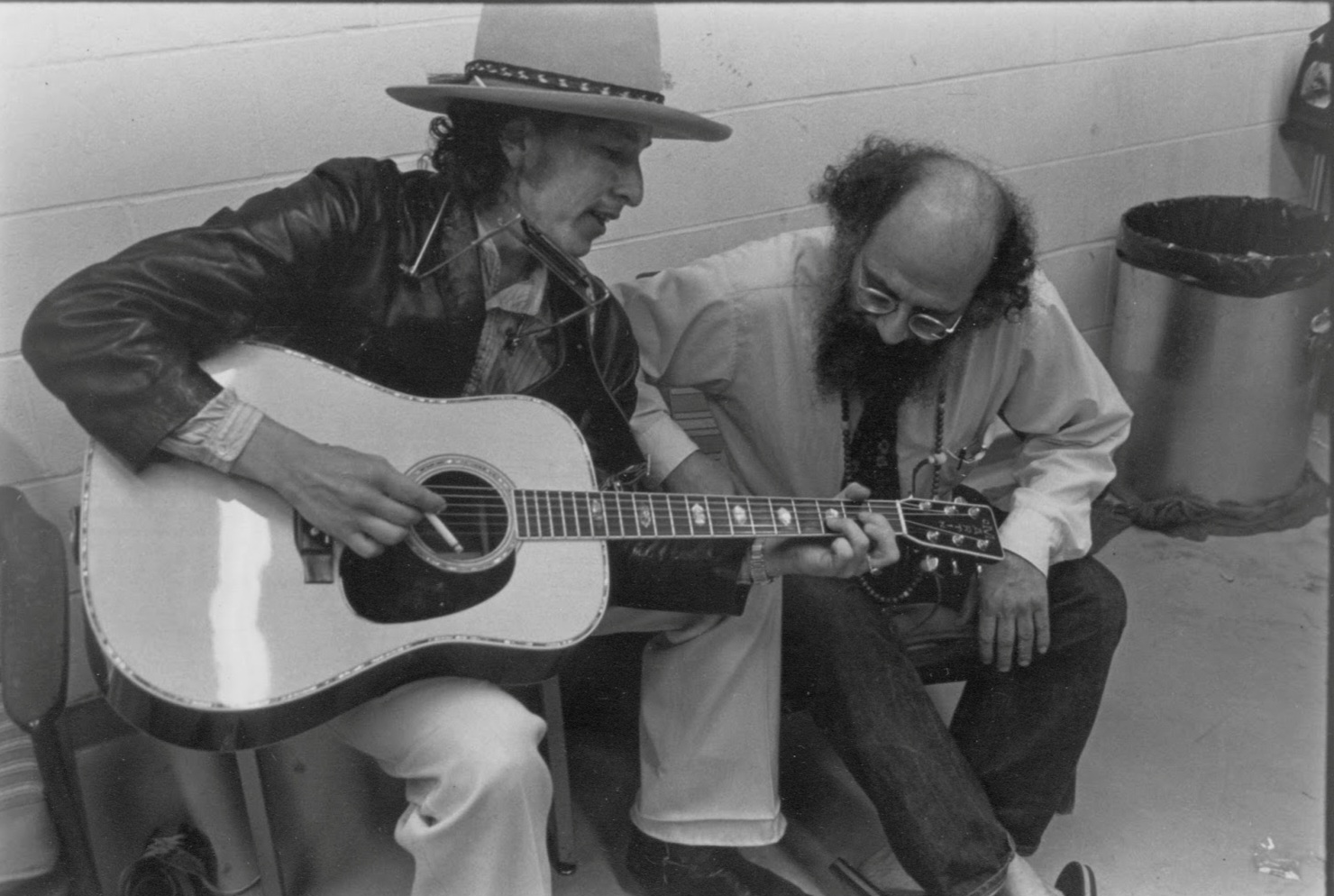
Porträt von Bob Dylan und Allen Ginsberg (1975)

 Sie fotografierte auch Protagonisten der Bostoner Rockszene wie Jonathan Richman, den Frontmann der Modern Lovers oder Steven Tyler von Aerosmith.
1995 erstellte Dorfman zusammen mit dem Künstler Marc A. Sawyer das Buch 40 Ways to Fight the Fight Against AIDS. Dafür fotografierte sie Menschen mit und ohne AIDS, die sich für AIDS-Opfer einsetzten. Die Fotografien wurden in Cambridge, Provincetown und New York City ausgestellt.
Dorfman trat auch in dem Dokumentarfilm No Hair Day von 1999 auf, in dem sie Frauen während einer Brustkrebsbehandlung porträtierte.
Ihre bekanntesten Werke entstanden mit einer Großformatkamera der Marke Polaroid für Aufnahmen im Format 20×24 Zoll, von der nur sechs Exemplare gebaut wurden.
2016 drehte Errol Morris unter dem Titel The B-Side: Elsa Dorfman’s Portrait Photography einen Dokumentarfilm über Dorfmans Leben und Werk.
Ihre Bilder finden sich u. a. in den Sammlungen des San Francisco Museum of Modern Art, der National Portrait Gallery in Washington, des Harvard Art Museums, des Portland Museum of Art in Maine.

## Werkauswahl

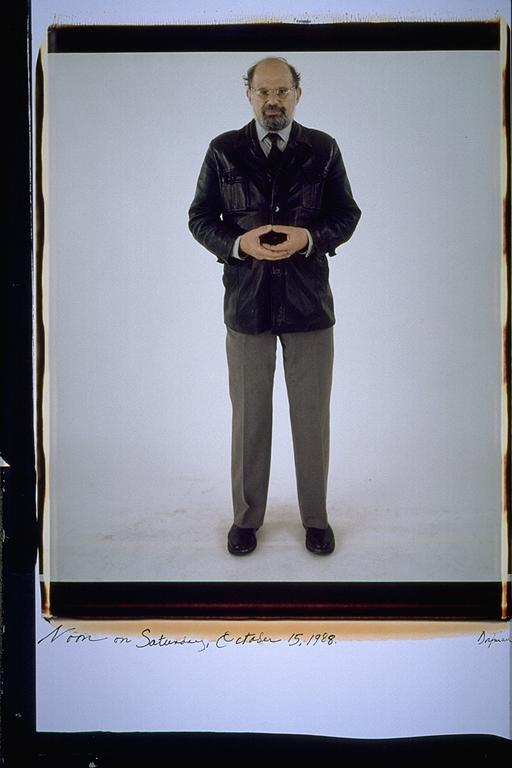
Allen Ginsberg
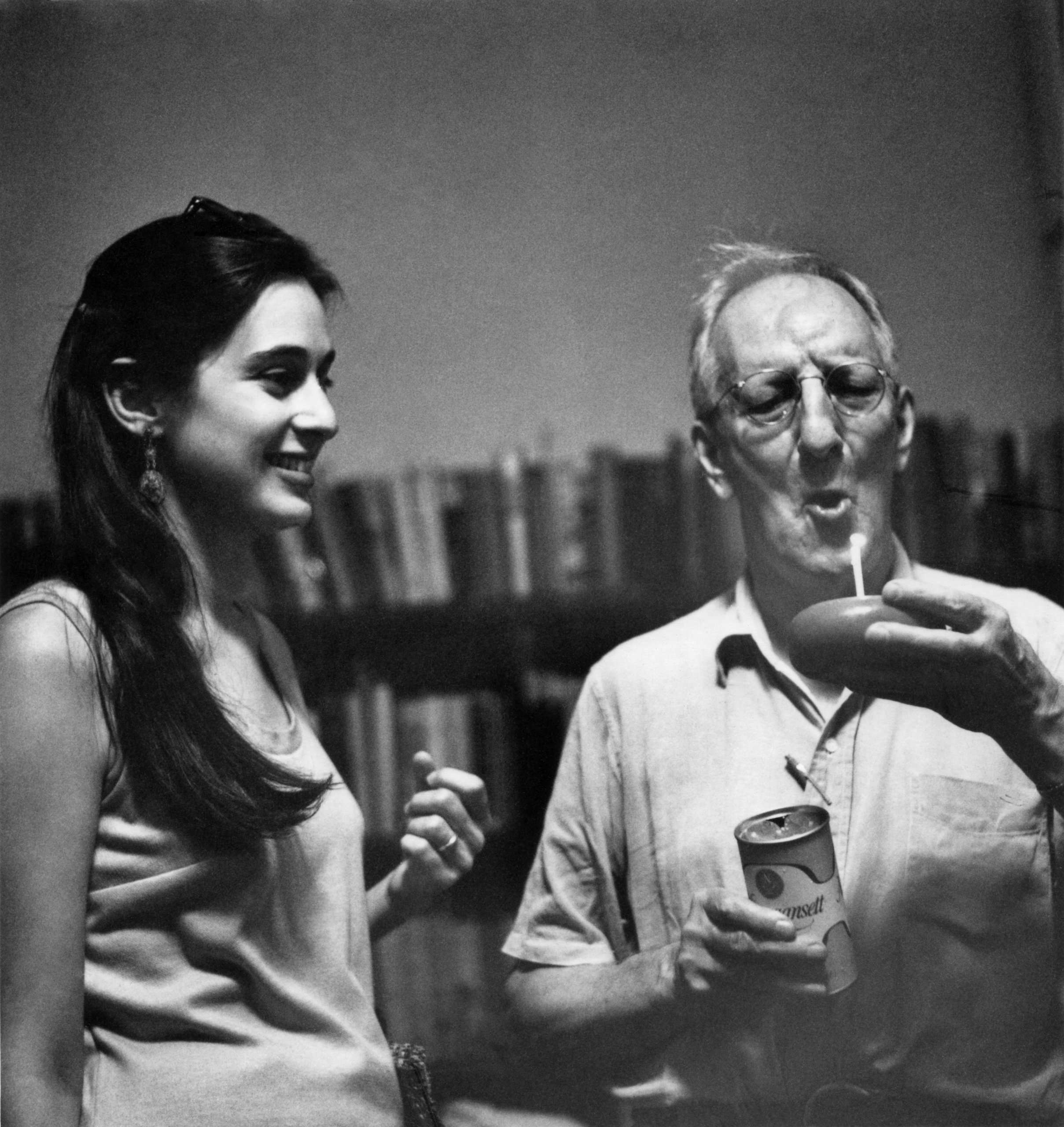
Gail Mazur und Gordon Cairnie
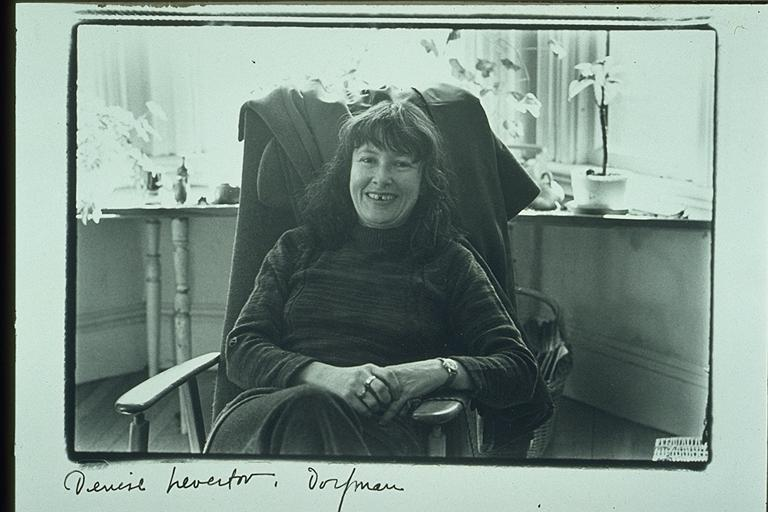
Denise Levertov
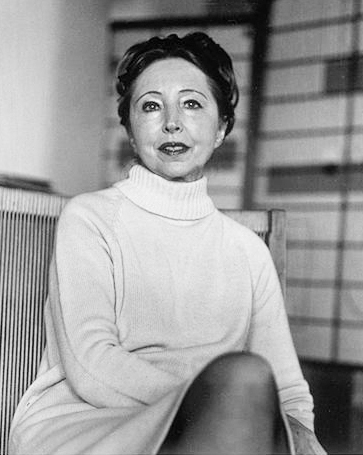
Anaïs Nin
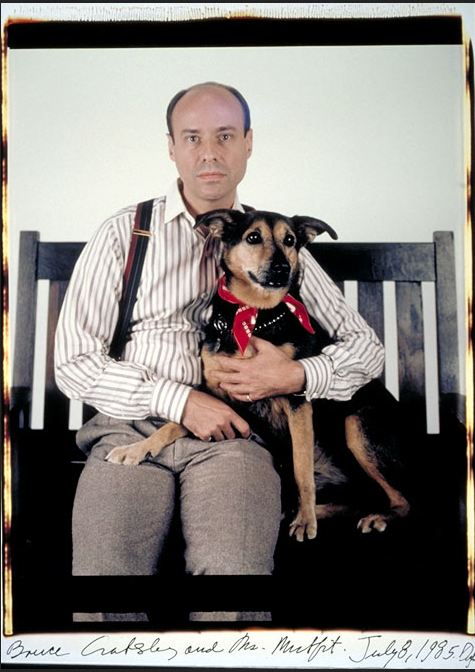
Bruce Cratsley